# トーマス・フランシス・ディックシー
トーマス・フランシス・ディックシー（Thomas Francis Dicksee: 1819年12月13日 - 1895年11月6日）は、イギリスの画家である。人物画を描いた。シェークスピアの作品の登場人物なども描いた。より有名な画家のフランク・ディックシーの父親である。 

## 略歴
ロンドンで生まれた。兄のジョン・ロバート・ディックシー（John Robert Dicksee :1817-1905）も画家になった。ロイヤル・アカデミー・オブ・アーツの美術学校で肖像画家のヘンリー・ペロネ・ブリッグス（1793-1844）に学んだ。1841年からロイヤル・アカデミーの展覧会に出展し、晩年まで出展を続けた。
肖像画や、ウィリアム・シェイクスピアの作品や他の文学作品の登場人物や物語の場面を描いた 。
息子のフランク・ディックシー（1853-1928）やハーバート・トーマス（Herbert Thomas Dicksee:1862-1942）、娘のマーガレット（Margaret Isabel Dicksee:1858-1903）は画家となった。

## 作品

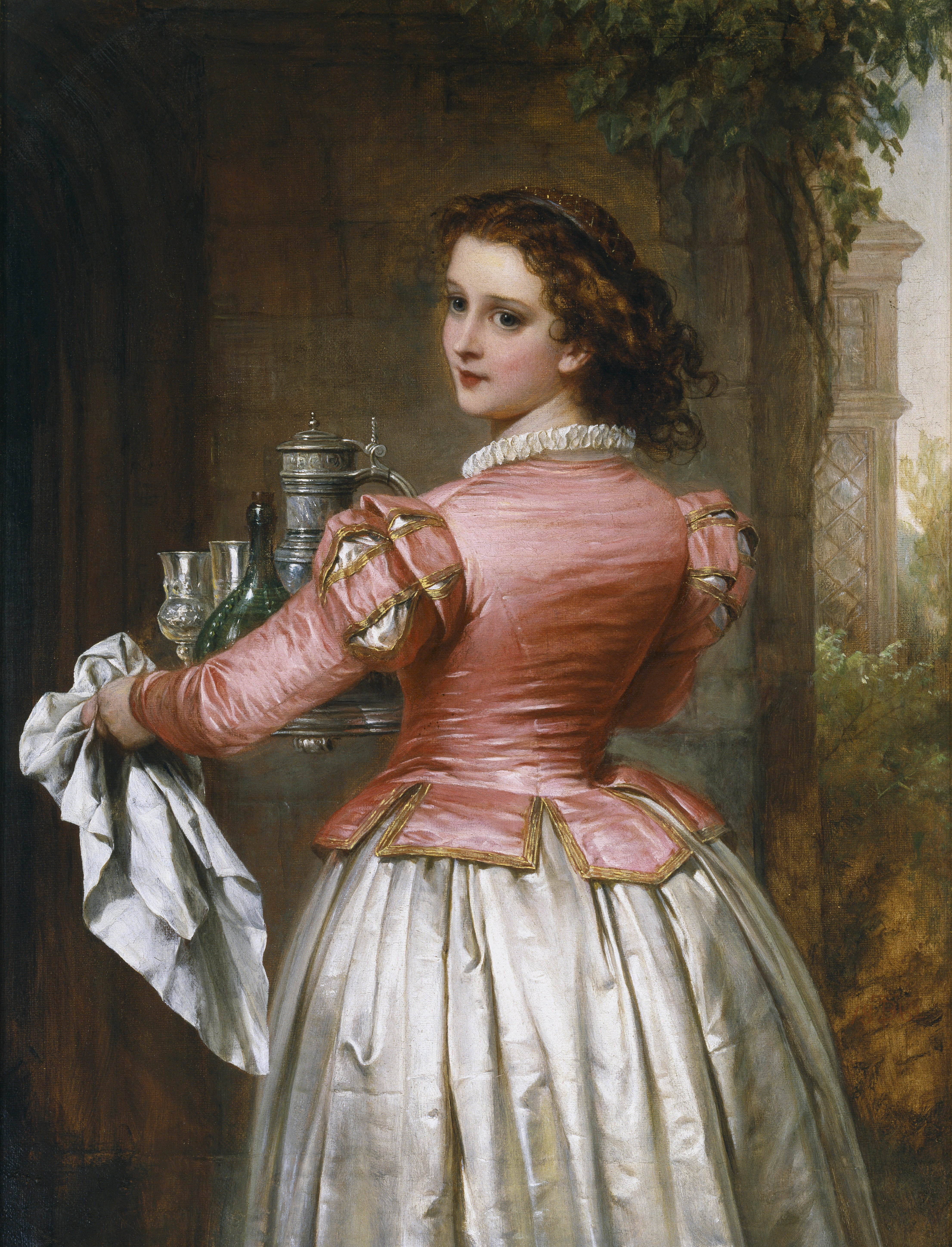
『ウィンザーの陽気な女房たち』の場面 (1862) Folger Shakespeare Library
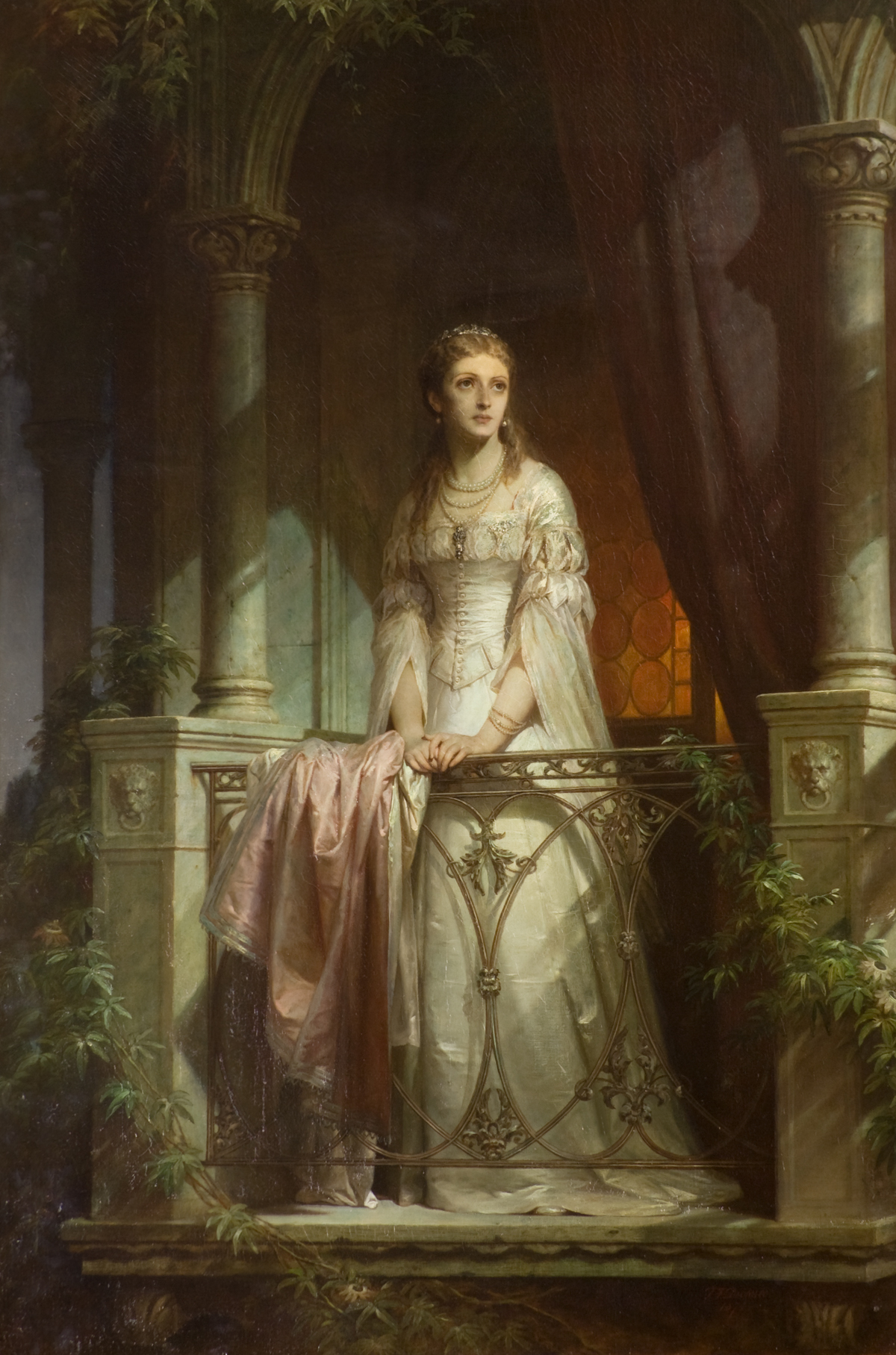
『バルコニーのジュリエット』(1875)
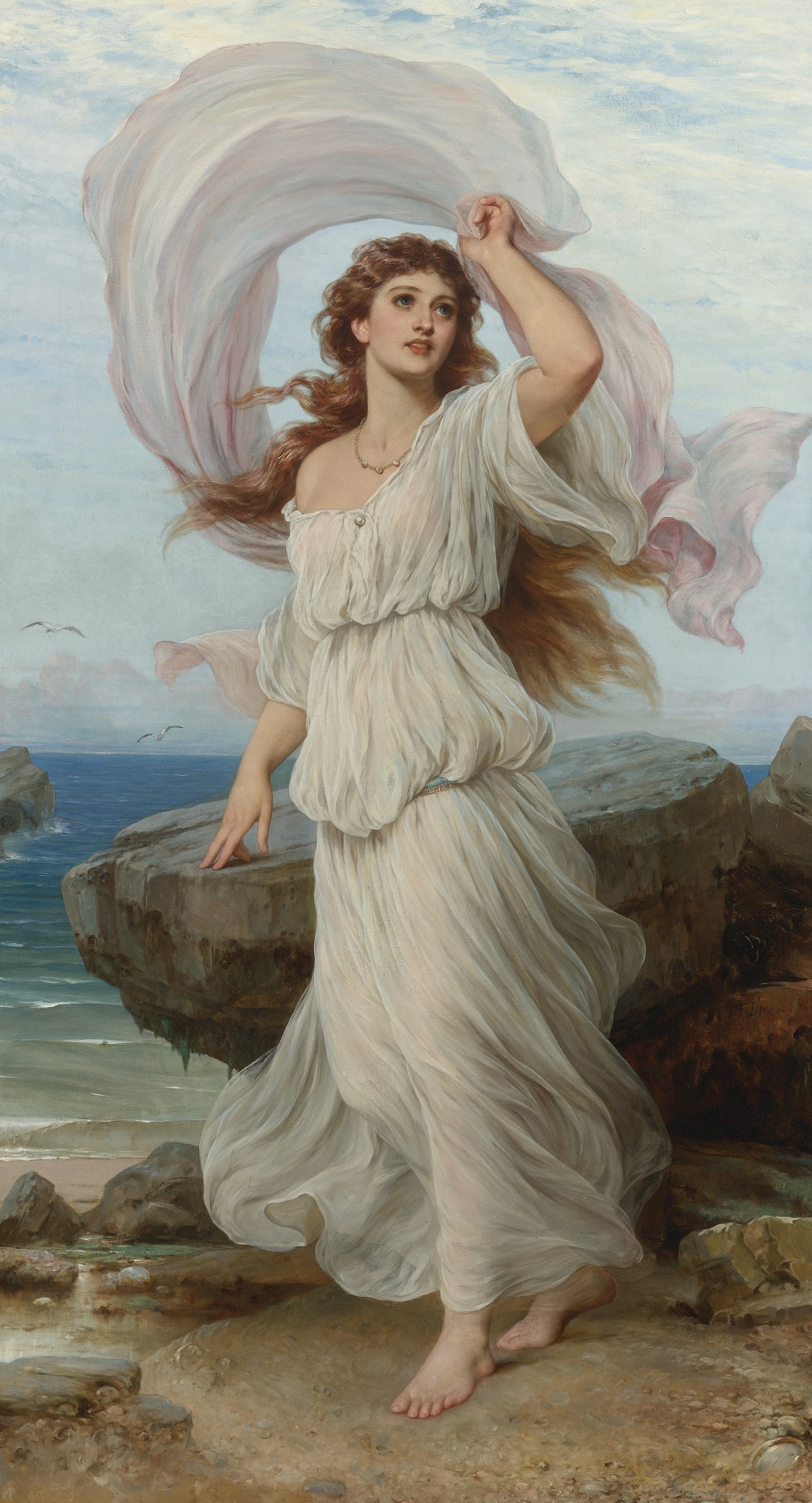
『テンペスト』のミランダ
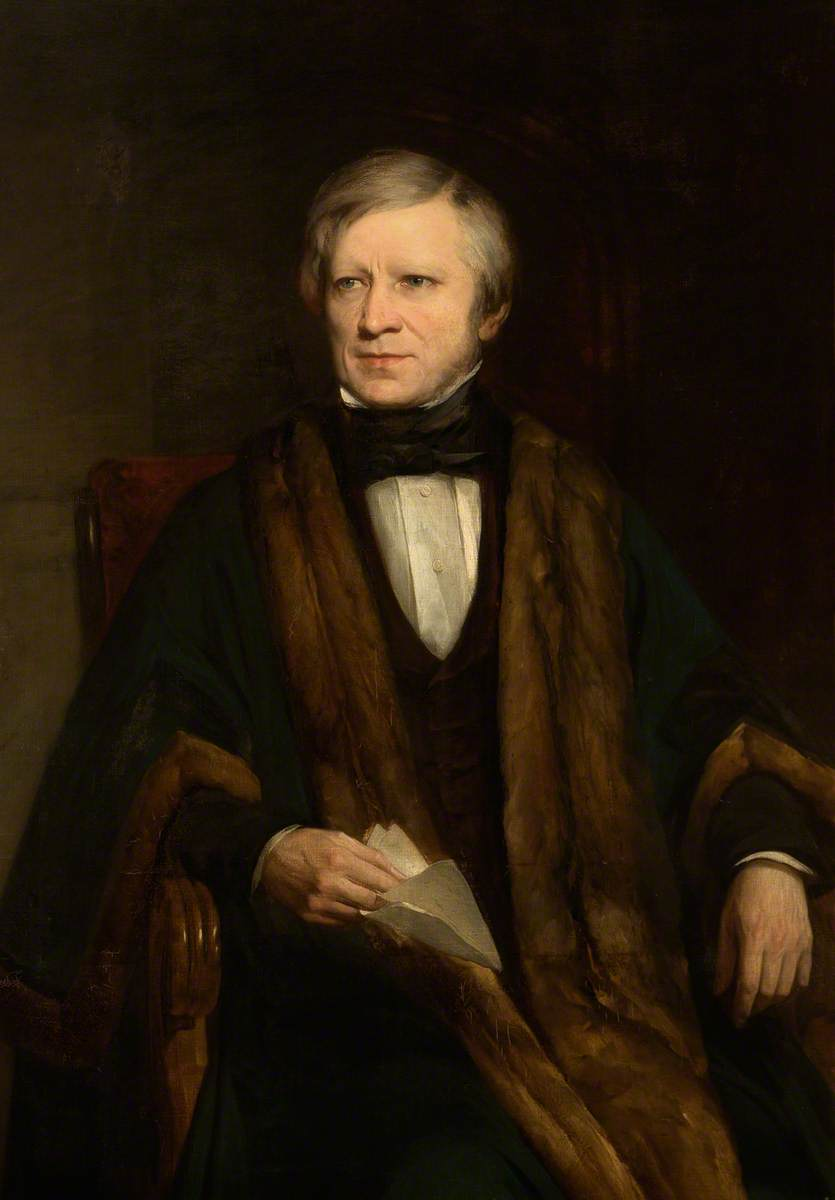
肖像画